# Rafal
Rafal es un municipio de la Comunidad Valenciana, España. Situado al sureste de la provincia de Alicante, en la comarca de la Vega Baja del Segura. Cuenta con una población de 4900 habitantes (INE 2024). Se trata de un municipio castellanohablante, en el que el español cuenta con el predominio lingüístico reconocido legalmente.

## Geografía
La población, en el margen izquierdo del río Segura, está comunicada con Orihuela, Guardamar del Segura y Torrevieja mediante carreteras locales.
Se accede a esta localidad, desde Alicante, a través de la A-7 para enlazar con la CV-900 y finalizar en la CV-911.
Rafal está enteramente rodeada por el término municipal de Orihuela.

## Historia

### Rafal durante la Romanización
Las tierras de la Vega Baja del Segura eran cienos y pantanos cuando hace 100 000 años en el Paleolítico Medio el hombre Neanderthal daba sus primeros pasos por Europa. Tan sólo en el norte de la provincia de Alicante se han encontrado algunos vestigios. La Vega Baja es posible que no fuera habitada ni durante el Paleolítico Superior ni durante el Neolítico. Los datos más antiguos que se tienen de los alrededores tratan del Eneolítico o Calcolítico, hacia el siglo III a. C.
Pero el auténtico cambio comienza a efectuarse con la romanización. Pacificados los pueblos íberos, van dejando las montañas para ir habitando las zonas más fértiles del Segura y del Valle del Vinalopó. La época de Augusto supuso bastantes avances ya que fueron introducidos los regadíos y las técnicas agrícolas de injerto, al tiempo que la propiedad fue evolucionando hacia el latifundismo. En el siglo III de nuestra era ya existía una oligarquía dueña de grandes fincas y que en muchos casos colocaban su residencia en los campos.
En la época de Diocleciano en el siglo IV, se realizaron varias repoblaciones llamadas villae rusticae destinadas a poblar la vega, aunque estas repoblaciones iban dirigidas a las huertas que rodeaban a ciudades como Orihuela o Elche.
Durante todo este periodo, Rafal tuvo que ser tierra de viñas, olivos y campos de trigo tal y como lo eran todas las tierras de cultivo de la Vega Baja. Debido a la inexistencia de vestigios arqueológicos en Rafal, todo apunta a que no sería hasta la llegada de los árabes cuando Rafal pasó a ser un pequeño poblado concurrido con familias que residían allí y trabajaban la tierra.

### Rafal bajo dominio musulmán (Rahal Al-Wazir)
Los visigodos, bajo el mando del Rey Suintila, conquistaron en el año 625 toda la zona bizantina de Hispania, incluyendo la Vega Baja y la ciudad de Orcelis (Orihuela). Los visigodos cambiaron el nombre de Orcelis por Auriola y crearon allí la capital de una nueva provincia que abarcaba gran parte de las actuales provincias de Alicante y Murcia, siendo una de las ocho demarcaciones visigodas de Hispania.
En el siglo VIII se produjo la invasión musulmana de la península ibérica. En el año 713 las tierras de la Vega Baja fueron alcanzadas por las tropas árabes de Abdelaziz. El Dux de Auriola, por entonces Teodomiro (Tudmir según las crónicas árabes) realizó un tratado con los musulmanes llamado Pacto de Tudmir y que consistía en la condición de mantener una cierta independencia con respecto a los invasores a cambio del pago de una serie de tributos anuales. Pero a la muerte de Teodomiro, la comarca pasó a ser dependiente de Damasco, pasando la capitalidad a Murcia. Posteriormente pasaría al Emirato de Córdoba.
Los primeros pobladores que habían sido enviados por el califa para repoblar la Vega Baja fueron instalándose en pequeños núcleos dispersos, incluso a veces en los abandonados asentamientos de íberos y godos. Para facilitar una rápida repoblación, los árabes impusieron un sistema de reparto de propiedades basado en la división de las tierras en alquerías (conocidas como garyas o qaryas) y rahales.
Las alquerías, muy comunes en la Vega Baja, eran pequeños poblados o asentamientos, repartidos por todas las huertas de la comarca y cuyos pobladores eran dueños a todos los efectos de las tierras que cultivaban. Las alquerías adoptaban sus nombres partiendo de los nombres de aquellos miembros destacados de su sociedad. También era común que tomaran el nombre de aquella persona que ejercía algún tipo de autoridad a nivel local. Mientras que los rahales eran fincas privadas pertenecientes a importantes personalidades del mundo político-social de la sociedad árabe.
En la comarca abundaron las alquerías. La gran mayoría de las localidades de la Vega Baja están formadas sobre la base de varias alquerías que se fusionaron formando un único municipio y tomaron el nombre de la alquería más grande.
Por el contrario, Rafal fue una finca particular de algún mandatario árabe que ha permanecido con su extensión actual desde aquellos lejanos tiempos. La finca fue un rahal al que llamaron Rahal Al-Wazir (Rahal del ministro o del gobernador), poblado por labradores que residían allí y trabajaban la tierra para su señor, posiblemente asentado en la ciudad de Tudmir (Orihuela).
Los árabes residentes en Rafal ubicaron su cementerio en la actual Plaza de la Constitución, prueba de ello son los restos humanos que se encontraron en dicho lugar durante la reforma que se acometió sobre esta plaza en la década de los setenta. Hay que tener en cuenta que en aquellas fechas no existía un núcleo urbano en Rafal, si no que las barracas árabes se repartían por toda la huerta que comportaba la superficie del actual municipio de Rafal.
Con la llegada de los árabes llegaron mejoras en las técnicas de regadío, siendo los autores de los principales canales de riego actuales. También introdujeron los cítricos, las moreras y el algodón, cultivos que en Rafal ya no se abandonarían. Las técnicas de construcción llevadas a cabo en Rahal Al-Wazir durante este periodo también perdurarían en el tiempo, ya que se construyeron las primeras barracas donde se alojaban las humildes familias que residían en el poblado. Estas técnicas de construcción de barracas introducidas por lo árabes, serían desde entonces la única forma de construir viviendas de los rafaleños hasta que en el siglo XVII se construyeran las primeras casas, continuando con la barraca como forma más habitual de construcción hasta comienzos del siglo XX.
No sería hasta transcurridos casi 500 años de presencia árabe en la Vega Baja cuando llegaran las primeras tropas castellanas, ya en la fase final de la reconquista llevada a cabo por los reinos cristianos de Castilla y Aragón. Tras la toma de Orihuela el día de Santas Justa y Rufina del año 1243, en lo concerniente a Rahal Al-Wazir, la vida de sus ciudadanos no cambió, ya que en esta primera toma de territorios, el ejército castellano tan sólo se limitó a colocar algunos hombres en los castillos más importantes como el de Orihuela. En un principio se le permitió a la población musulmana seguir poblando y trabajando sus tierras, debido a que Castilla, por el momento no tenía una política de repoblación, ya que su demografía era insuficiente para cubrir las nuevas conquistas y sus recursos estaban dirigidos a repoblar Sevilla, por lo que en la comarca se limitaron a pacificar la zona.
Pero la sublevación mudéjar en la que se alzó en rebelión toda la zona, obligaron a la intervención de las tropas aragonesas capitaneadas por el Príncipe Pedro (futuro Pedro III de Aragón), que llegaron a la Vega Baja en abril de 1265, llegando en noviembre Jaime I con el grueso de las tropas, que se establecieron en Orihuela hasta la Navidad de ese mismo año. A raíz de la sublevación, los musulmanes fueron expulsados, perdiendo sus propiedades y los privilegios que se les habían permitido en un principio. La agricultura de la zona quebró debido a que los campos quedaron desolados.
Tras la expulsión, entran en juego dos posturas, la de los aragoneses, partidarios de repartir grandes extensiones de tierra entre los jefes militares para mantener una pacificación y defensa del territorio más segura, y la postura del rey castellano Alfonso X el Sabio, partidario de repartir las tierras entre los caballeros partícipes de la conquista en porciones más pequeñas y repoblar la zona.
Finalmente sería el reparto de Alfonso X en Córdoba en 1265 el que otorgara nuevos propietarios a las tierras recién reconquistadas. Desde ese momento, dieron comienzo las repoblaciones cristianas de la Vega Baja, fundamentalmente por familias catalanas y aragonesas.

### Reconquista Cristiana
El 25 de agosto de 1265 se llevó a cabo en Córdoba el reparto de las tierras de la Vega Baja entre aquellos caballeros partícipes de la toma de Orihuela. Ya en este primer reparto se contempló el nombre de la finca Rahal Al-Wazir, que finalmente fue entregada en propiedad a la familia catalana de los Despuig, como una simple heredad perteneciente a la jurisdicción y gobernación de Orihuela. En este reparto también estuvo presente Pedro Ramón de Rocamora (Pierre Roman de Rocamoure), primer miembro de la Casa de Rocamora y cuyos descendientes serían importantes personalidades en la historia de Rafal. En este reparto, la familia Rocamora obtuvo las tierras de cultivo que en la actualidad corresponden a los actuales términos municipales de Benferri, Puebla de Rocamora y Granja de Rocamora.
La expulsión de la población mudéjar despobló Rahal Al-Wazir, que permaneció totalmente deshabitada durante un año, entre julio de 1265 hasta julio de 1266 según los registros, momento en que se destinaron las primeras familias a repoblar esta plaza.
En julio de 1265 se llevó a cabo la primera repoblación de la Vega Baja, destinada a poblar Orihuela y las tierras más cercanas a dicha ciudad.
En la segunda repoblación de la vega en julio de 1266 se poblaría a Rahal Al-Wazir con sus primeras familias cristianas. Fueron un total de 42 familias procedentes de Cataluña y de Aragón las que se destinaron a Rahal Al-Wazir. (Ver Campañas de repoblación de Rafal).
Durante esta primera repoblación de Rafal, la familia Despuig, a la que se le concedió tierras de la finca de Rafal en propiedad, hizo un posterior reparto a las familias pobladoras. Se ejecutó un reparto en el que se le asignaba a cada familia una determinada parcela de tierra apta para el cultivo en regadío, arraigadas por la Arroba de San Bartolomé y que dependiendo de diveras condiciones, como no abandonar el poblado ni las tierras y ceder una cuarta parte de las cosechas a la familia Despuig, les permitía a las familias mantener la titularidad de sus tierras de facto.
La inseguridad ciudadana reinante durante este periodo en la Vega Baja, no garantizaba una continuidad al frente de las tierras por parte de sus arrendatarios, ya que durante los primeros periodos de repoblación era muy común que los propietarios funcionales a los que se les habían designado tierras, abandonaran su patrimonio y se trasladaran a zonas más seguras.
En el año 1268 se produce una tercera repoblación comarcal, en la cual también se destinan familias a Rahal Al-Wazir para cubrir los vacíos producidos por fallecimientos o por los abandonos de tierras por parte de familias que han optado por marchar o no han estado el tiempo de vecindad suficiente para mantener sus derechos de arrendamiento. En 1272 se hizo una cuarta repoblación, ya de menos transcendencia en Rahal Al-Wazir.
En el año 1304 los Reyes Jaime II de Aragón y Fernando IV de Castilla firmaron la Sentencia Arbitral de Torrelles por el que las tierras de la Vega Baja pasaban a la Corona de Aragón.
La gran epidemia de 1348 conocida como peste bubónica, dejaría la Vega Baja casi despoblada, realizándose entonces una repoblación con familias de origen castellano y venidas de Murcia, que en Rahal Al-Wazir se calcula que pudo suponer a la mitad de la población. Estas repoblaciones supusieron con los años la pérdida de la lengua valenciana en la Vega Baja, pasando a ser el castellano la lengua predominante.
Tras la familia Despuig, Rahal Al-Wazir caería en propiedad de la familia Monsí de Castañeda, quienes tras el afianzamiento de la seguridad en la zona y el alejamiento de las fronteras, prefirió derogar todos los contratos de arrendamiento vigentes y llevar un sistema de producción agrícola más partidista, pasando la población rafaleña de ser arrendatarios de esas tierras, a ser campesinos mal pagados y con derechos limitadísimos.
La población rafaleña del siglo XIV estaba compuesta en su gran mayoría por cristianos de origen catalano-aragonés y de origen castellano en proporciones parecidas, con una minoría de población morisca, en una población de unos 60 - 80 habitantes.
El sistema de ¨dueño y señor¨ de las tierras impuesto por la familia Monsí de Castañeda sería continuado por sus sucesores, la familia oriolana de los Fernández de Lasa.
Las familias Despuig, Monsí de Castañeda y Fernández de Lasa no retuvieron por mucho tiempo entre sus posesiones a Rahal Al-Wazir. Sería en manos de los García de Lasa con quien pasara la población gran parte de su periodo medieval posterior a la reconquista.
Rahal Al-Wazir, tras caer en posesión de los cristianos y con el paso de los años, cambiaría su denominación al pasar a llamarse simplemente Rahal, siendo abandonado el sufijo árabe Al-Wazir. Al igual que en el castellano la ¨ h ¨, que se pronunciaba como una ¨ j ¨ suave, fue evolucionando hasta no pronunciarse, en el valenciano la evolución fue hacia acabar pronunciándola como una ¨ f ¨, lo que supuso un cambio semántico del nombre de Rahal, que fue evolucionando fonéticamente hasta llegar a degenerar en la palabra Rafal.
Según un documento existente en el Archivo Histórico Nacional, en Madrid (Legajo 6835), la heredad de Rafal constaba en el año 1600 con una extensión de 1200 tahullas, habiendo alcanzado en el año 1555 las 1800 tahullas.
A finales del siglo XVI, Rafal alcanzó la calidad y denominación de señorío propiedad de los García de Lasa, siendo el primer Señor de Rafal Gaspar García de Lasa y Ferré.
Debido a que Gaspar sólo tuvo descendencia femenina, éste casó a su primogénita Ana con su sobrino Juan de Ferré y Proxita, cediéndole Gaspar el señorío a su sobrino-yerno Juan de Ferré tras sus nupcias, que pasaba a ser el II Señor de Rafal. La posterior muerte de Juan sin descendencia hizo recaer de nuevo sobre Gaspar el señorío de Rafal.
Tras el desposo de su otra hija, María, con Jerónimo de Rocamora y Thomas, Gaspar cedió el señorío a su hija María para que lo aportara a su matrimonio, pasando a ser la III Señora de Rafal, siendo su esposo Jerónimo posteriormente el que recibiera de la Corona Española el título de Marqués de Rafal, fundado en base del señorío que quedó suprimido como tal.

### El marquesado de Rafal
Una serie de documentos bien conservados como inventarios y testamentos del periodo 1636-1640 y que a día de hoy se encuentran en manos del actual Marqués de Rafal Don Santiago Pardo-Manuel de Villena, (Archivo Histórico del Marqués), nos han permitido saber cómo era Rafal en el siglo XVII con una exactitud absoluta y con una buena serie de detalles. Otros documentos de importancia son del Archivo Histórico Nacional (Protocolo Juan Liñán, año 1643), Archivo Histórico de la Catedral de Orihuela (Protocolo Ginés Martínez, año 1639), o un plano de Rafal del año 1640 y que se encuentra tanto en el Archivo Histórico del Marqués de Rafal como en el Archivo Histórico Nacional en Madrid (Legajo 6835 [plano]).
En el siglo XVII, en los territorios de la Corona de Aragón y más concrétamente en el Reino de Valencia, regía la Jurisdicción Alfonsina, al contrario que en Castilla a pesar de ser ya un hecho la unidad dinástica de los reinos españoles. El fuero Alfonsino tenía como condición para ser alcanzado, la de ser un poblado con un mínimo de quince casas con quince matrimonios cristianos residentes en ellas, y que estuvieran dispuestos a trabajar las tierras cedidas por el señor del lugar.
El fuero buscaba incentivar la creación de nuevos lugares poblados donde se estableciesen unos nuevos habitantes, permitiéndoles unos determinados derechos y jurisdicción. Jerónimo de Rocamora, con motivo de obtener para la recién independizada villa de Rafal la Jurisdicción Alfonsina, llevó a cabo la construcción de una serie de casas.
En 1639 existían en Rafal veinte casas, dieciocho ocupadas por vasallos y campesinos, la Casa-Abadía y la Casa del Marqués conocida como la Casa Grande y en la que algunos de los primeros Marqueses de Rafal como Jerónimo, Gaspar o Juan pernoctaron en varias ocasiones. También existía una almazara, un horno, una taberna, una tienda y una bodega, además de la iglesia. Y en las afueras un molino y una carnicería. El resto de construcciones del municipio eran barracas, vivienda de la gran mayoría de los vecinos de Rafal por aquel entonces.
La Casa Grande (del Marqués) estaba situada en lo que hoy es la casa del párroco. La Casa-Abadía o Rectoría se situaba en el emplazamiento de la actual oficina de correos y en lo que fue la biblioteca municipal hasta 2010 (antiguo ayuntamiento) y era el lugar de residencia de Mosén Jacinto Moreno, primer párroco que tuvo Rafal.
La almazara se encontraba en la ubicación que hoy ocupa un edificio de cinco plantas situado frontalmente al nuevo ayuntamiento, en la calle Marqués de Rafal (replaceta Martín Salinas), y el molino situado por entonces a las afueras del pueblo, que hoy en día corresponde a la esquina formada por las calles ¨El Molino¨ con ¨Maestro Albéniz¨. Este molino estuvo activo hasta 1962, aunque para entonces ya pertenecía en propiedad a una familia residente en el municipio. Fue derruido en 1989.
Por entonces eran tres calles y una plaza lo que formaba el núcleo urbano de Rafal. La plaza corresponde a la ¨Parrala¨ (Plaza de la Constitución) con su actual emplazamiento, que se situó sobre el antiguo cementerio árabe. A las calles se les llamaba ¨calle Mayor¨ (actual calle Marqués de Rafal), ¨calle Nueva¨ (actual calle San José) y ¨calle Vieja¨ que desembocaba en la plaza (antigua calle Joaquina Tomás, calle desaparecida en 2010 tras ser enlosetada y añadida a la remodelada Plaza de la Constitución).
Las casas se situaban unas pocas alrededor de la plaza, y el resto repartidas entre la calle Vieja (enfrente de la iglesia, que para entonces sólo tenía puerta para ese lado) y el resto en la calle Mayor (en el tramo comprendido entre la iglesia y la almazara), siempre en el lado derecho recorriendo la calle de este a oeste (de las Casas Baratas al Calvario), ya que en el frente se situaba la Arroba de San Bartolomé (canal de riego existente a día de hoy, aunque canalizado).
La bodega se situaba en la esquina que forman las calles Marqués de Rafal con Joaquín Gómez Juan, es decir, enfrente de la iglesia por la calle Marqués de Rafal (en la llamada ¨curva de la iglesia¨).
Estos negocios como la bodega, el horno, la almazara, el molino, la tienda y la taberna eran propiedad del Marqués de Rafal. Algunos se encontraban en condición de arrendamiento, como era el caso de la almazara, de la taberna y de la tienda, arrendamientos temporales que se hacían normalmente para el periodo de un año.
En cuanto a las regalías o derechos exclusivos de monopolio que se reservaba el marqués eran dos; el molino y el horno. Existía la obligación de llevar todo el grano obtenido al molino del marqués. Lo mismo ocurría con el horno, salvo que se hubiese obtenido licencia para tener horno propio.
El molino, la bodega y la almazara fueron construidos en el periodo 1636-1639, permitiéndole a la población de Rafal a partir del siglo XVII ser totalmente independiente y autosuficiente.
Las parcelas donde eran ubicadas las casas o barracas, todo era propiedad del marqués. Para la construcción de una casa o barraca, el marqués, a través de su apoderado, cedía el terreno a perpetuidad, que pasaba de padres a hijos, pero con la condición de no poder venderlo, cederlo o abandonar el pueblo.
Las tierras de cultivo, también propiedad del marqués, eran arrendadas por los vecinos del municipio, tierras que se dividían en morerales, olivares, viñas y tierras en blanco. Según una cláusula que impuso el primer marqués, Jerónimo de Rocamora en 1636, aquellos vecinos que obtuvieran tierras en condición de arrendamiento, las mantendrían durante tiempo indefinido, pasando también de padres a hijos y pudiendo vender incluso sus derechos de arrendamiento previa autorización del marqués, pero siempre a vecinos de Rafal o a nuevas familias que se establecieran en el municipio y cediendo al marqués el 10 % del precio estipulado para la venta (el Luismo o la Décima).
Además, en esos casos de venta de derechos de arrendamiento, el marqués tenía el derecho de quedarse otra vez con el dominio útil de las tierras (la fadiga), bien para explotarlas directamente o bien para volver a cederlas a terceros.
En el reparto de tierras de 1636, son 26 matrimonios los que se adjudican las 740 tahullas que cedió Jerónimo. La diferencia hasta completar la extensión de 1200 tahullas que tenía Rafal por aquel entonces, corresponde a la parte explotada por el marqués de forma directa.
Respecto a la iglesia, en 1639 se iniciaron las obras, finalizando su primera fase de construcción en 1640, la segunda fase alrededor de 1700, la tercera fase en 1830 y la cuarta y última fase en 1927.
La autoridad en Rafal durante los siglos XVII y XVIII la imponía el ¨Justicia¨. Los pleitos generados entre los vecinos del marquesado de Rafal, debían de ser solventados por él. Para el nombramiento del Justicia se reunían los vecinos y confeccionaban una terna de personas aptas para el cargo. El Marqués de Rafal era el que finalmente elegía entre los candidatos, nombrándolo como el Justicia y normalmente también como su apoderado en Rafal.
El cargo era desempeñado por un año, realizándose una nueva terna anualmente en la que el marqués podía reelegir a la misma persona que ya ocupaba el cargo o sustituirlo. Lo normal era que repitieran en el cargo durante años mientras no existieran numerosas quejas. El primer rafaleño que ocupó el cargo del Justicia fue Ginés Yagüe, nombrado por Jerónimo de Rocamora en 1639. Después de muchos años de servicio, Ginés sería sustituido por Jaime García.
En 1837 fueron suprimidos definitivamente los señoríos en España.

### La figura de algunos alcaldes del pasado

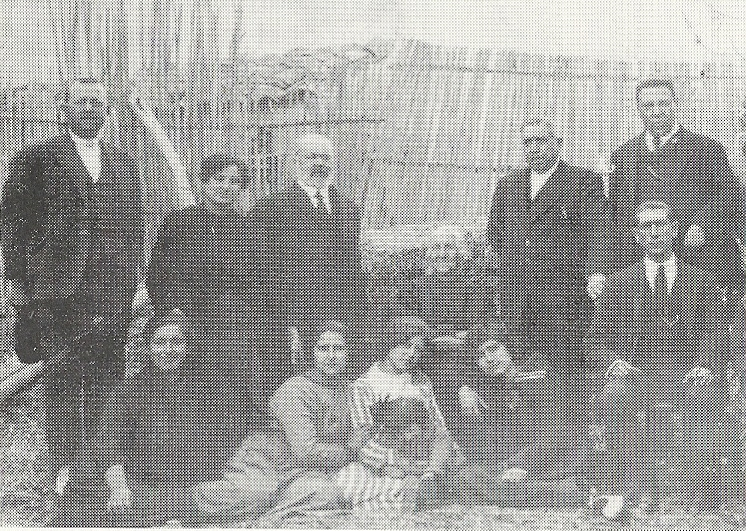
Arriba, de izquierda a derecha: el hijo de Modesto Hernández, Doña Julia, el escritor rafaleño Modesto Hernández Villaescusa, sentada la madre de Martín Salinas, el Alcalde de Rafal Martín Salinas Valero, José Valero Urios, y debajo de éste, sentado Martín Salinas (hijo).

Un periodo de esta época (1885-1927) está marcado por las prácticas caciquistas realizadas por algunos alcaldes, especialmente Martín Salinas Valero durante el periodo 1901-1927 en el que se perpetuó en la alcaldía durante 26 años, ya habiendo sido alcalde con anterioridad. También obtuvo incontables beneficios al aprovecharse de las distintas desamortizaciones acaecidas en España y en las cuales las tierras eran liberadas de la nobleza o del clero. Desde su privilegiada posición de apoderado del marqués de Rafal y como propietario moral y a nivel local, gran parte de las tierras rafaleñas expropiadas al Marqués pasaron a su propiedad de forma irregular.
Una importante institución en la historia de Rafal fue el desaparecido Sindicato Agrícola de Rafal, fundado en el año 1920 y aprobado por Real Orden de 26 de febrero de ese mismo año. La primera junta directiva tuvo como presidentes a José Pertusa García y a Manuel Valero Martínez, como conciliario al párroco Carlos Irles Vinal (tiene una calle dedicada en Rafal) y un total de ocho vocales. Además nombraron a un consejo de vigilancia formado por José García Ferrer como presidente junto a otros cinco vocales más. Nombraron presidenta honoraria a Isabel Manuel de Villena, condesa de Vía Manuel.
En un principio, la función del Sindicato Agrícola era como bien dice su nombre, la de comercializar productos agrícolas, ganándose en poco tiempo la reputación de sociedad mejor gestionada de la Vega Baja y obteniendo sus accionistas gran cantidad de beneficios. Después comenzarían a realizar obras sociales para el bien del pueblo como la construcción de viviendas, ya que por aquellas fechas la falta de terrenos y de recursos económicos de la gran mayoría de vecinos, sumado a los obstáculos caciquiles interpuestos, imposibilitaban la nueva vivienda para las personas más necesitadas, siendo barracas el hogar de la gran mayoría de los habitantes.
Isabel Manuel de Villena cedió terrenos al Sindicato para la construcción de casas sociales que permitiesen a los vecinos del municipio adquirir una vivienda, facilitando formas de pago, a pesar de que el precio apenas cubría los gastos de la obra. El primer conjunto de viviendas que construyeron fue en lo que pasó a llamarse calle condesa de Vía Manuel (actuales calles Rosario y Pablo Picasso), y vinieron a resolver el problema de la vivienda en Rafal por aquel entonces. A la inauguración del barrio asistieron Isabel Manuel de Villena y el Gobernador Civil de Alicante Joaquín García Guerrero, que pronunció un elocuente discurso. Ambos fueron recibidos a la entrada del pueblo (el Calvario) y transportados en el elegante carro tirado por dos caballos que tradicionalmente recibía a los marqueses en sus visitas a Rafal.
En 1927 se construyó en la calle Doña Alejandrina un gran edificio (demolido hace unos años) que albergaba las oficinas de esta institución, se inauguró la primera caja de ahorros en Rafal y se construyó el almacén de distribución de harinas y abonos.
La junta directiva del Sindicato llegó a un acuerdo con don Adrián González para electrificar Rafal, gerente de la Sociedad Eléctrica de los Almadenes, empresa que se encargó de la electrificación de la mayoría de localidades de la Vega Baja (absorbida en los años 60 por Hidroeléctrica Española). Gracias a este acuerdo, se realizó el primer tendido eléctrico desde Almoradí, llegando de esta forma la energía eléctrica a Rafal. También llegaron a varios acuerdos para el tendido de las primeras líneas telefónicas, instalándose las dos primeras unidades en el Ayuntamiento de Rafal y en las oficinas del Sindicato. Y la carretera que atravesaba Rafal cuyo estado era lamentable, fue mejorada gracias a las presiones que ejercieron.
El Sindicato sobrevivió a la Guerra Civil, aunque su época de grandes ganancias dirigidas a la realización de obras sociales había quedado atrás, limitándose desde entonces a la distribución de abonos, con la excepción de la construcción del barrio de Las Casas Baratas. Estuvo activo hasta finales de los años noventa.

### En tiempos de democracia
Como localidad de mucha tranquilidad, la transición hacia la democracia transcurrió en Rafal de forma pacífica y sin revuelos sociales. Con la democracia, llegaba a Rafal un apreciable despegue económico, y a nivel consistorial, el momento más prolífico sin duda alguna conocido hasta entonces.
En las primeras elecciones municipales de la nueva democracia en 1979 se impuso en Rafal el partido centrista de la UCD, encabezado por Gaspar Torres Gilabert. Unos años después, en 1982, Gaspar Torres dimitió de la alcaldía debido a las presiones internas que ejercían sobre él los propios miembros de su partido.
Lo relevó en el cargo el que hasta entonces era el Teniente de Alcalde, Joaquín Arques Verdú. Este edil llevó a cabo algunas obras importantes en el municipio además de la adquisición de los terrenos, para la ampliación del actual polideportivo, que los adquirió para el ayuntamiento en una brillante operación que ahorró al pueblo una importante suma de dinero.
En las segundas elecciones municipales celebradas en 1983 salió victorioso el PSOE encabezado por Agustín García Martínez, que también llevó a cabo importantes obras públicas de carácter hidráulico. Se construyeron las redes de distribución y recogida de aguas públicas, se inauguró el antiguo polideportivo y se aprobó el Plan de Reordenación Urbanística de Rafal.
Agustín cumplió el periodo de cuatro años en la alcaldía pero no se presentó como candidato para las siguientes elecciones, siendo sustituido como número uno de su partido por el prestigioso director-maestro de banda Arte Musical de Rafal D. Gabriel García Martínez, compositor del himno municipal de Rafal.
Los comicios de 1987 dieron como ganador al CDS de Joaquín Franco Morante, aunque tuvo que contar con el apoyo de AP para hacerse con la alcaldía ya que no obtuvo una mayoría absoluta. Joaquín se tuvo que enfrentar con difíciles situaciones desde el momento de su toma de posesión, y que no dejaron de perseguirle durante su mandato.
Tan sólo unos meses después de su toma de posesión, una riada asoló Rafal causando numerosos daños inmuebles. Los días 4, 5 y 6 de noviembre de 1987 Rafal, inundada, quedó incomunicada por todos sus accesos, sin fluido eléctrico y sin comunicación telefónica. El jueves día 5, el Alcalde de Orihuela Luis Fernando Cartagena Travesedo ordenó que nadie pernoctara en la pedanía oriolana del Mudamiento debido a las crecidas del Río Segura. Por estar esta pedanía históricamente hermanada con el municipio de Rafal de facto, aunque no de iure, fue allí donde trasladaron a los ciudadanos del Mudamiento que fueron evacuados por los camiones del ejército, y por medio de un helicóptero los que vivían en aquellas zonas de peor acceso y que permanecían inundadas. Rafal se recuperó con facilidad de los daños causados por las inundaciones.
De Joaquín Franco Morante se destaca una buena gestión a la hora de recabar ayudas económicas para aquellos vecinos del municipio cuyas propiedades habían sufrido daños. Pero se le acusaba de ¨paralizar¨ al pueblo debido a que no llevó a cabo ninguna obra pública de importancia, y hasta aquel momento era eso lo que se había venido haciendo en las anteriores legislaturas. Este hecho desembocó en una polémica moción de censura en 1989 que desvinculó a Joaquín de la alcaldía. Un concejal de AP votó a favor del cese del alcalde de centro en un pleno extraordinario en el que salió como nuevo alcalde el concejal socialista Engracio Ruiz Villaescusa que desde 1987 encabezaba su partido.
Engracio, que sólo fue alcalde durante algo más de un año, completaría el ciclo de cuatro años hasta las próximas elecciones, asentando las bases de lo que iban a ser las siguientes legislaturas. Durante su periodo en la alcaldía se ejecutó el plan de renovación total de las instalaciones de alumbrado público y se iniciaron las obras del pabellón ubicado en el polideportivo, aunque las obras se paralizaron (sólo se construyó la estructura metálica sobre una pista de fútbol sala ya existente).
En el año 1990 con Engracio como alcalde, la villa de Rafal celebró su 350 aniversario, aunque basándonos en datos históricos, realmente fue el 350 aniversario de la iglesia y el 354 aniversario de la independencia municipal de Rafal sobre Orihuela.
En las elecciones de 1991 venció el nuevo candidato socialista Francisco Bernabeu Sarmiento. Posteriormente sería reelegido en dos ocasiones más, en las elecciones de 1995 y en las de 1999. Durante este periodo, la localidad duplicó su extensión urbanizada, y se llevaron a cabo una serie de obras públicas que modernizaron el municipio.
Se construyó un nuevo colegio y posteriormente el nuevo ayuntamiento seguido de un auditorio, la antigua biblioteca y la ampliación y modernización del consultorio médico existente, además de jardines, replacetas e innumerables obras públicas. También se ejecutaron varios planes parciales que habían sido aprobados diez años atrás y que le permitieron al municipio aumentar su superficie urbanizada de forma muy considerable.
Durante su tercera legislatura fue aprobado el Segundo Plan Urbanístico de Rafal y se le adjudicó al municipio la construcción del instituto de secundaria, cuyas obras no se iniciaron hasta más tarde.
Francisco gobernó Rafal durante más de 10 años, siendo por ello el que más tiempo ha ostentado el cargo de alcalde desde la llegada de la democracia y el segundo desde que fuera constituido el ayuntamiento en 1885 (sólo superado por Martín Salinas). El periodo de 1991 a 2002 con Francisco Bernabeu Sarmiento en la alcaldía fue muy exitoso, debido a los logros conseguidos, ya que hay que tener en cuenta el inédito crecimiento que se dio en el municipio junto a su modernización.
En noviembre de 2001 y a poco más de un año de acabar su tercera legislatura, Francisco Bernabeu Sarmiento permutó su cargo de alcalde con el concejal de su partido y Teniente de Alcalde Antonio Vicente Ferrández Cascales, que ya era el número uno del PSOE de cara a las siguientes elecciones. La legislatura 1999-2003 finalizó pues con Antonio como Alcalde de Rafal.
En los comicios celebrados en 2003, el que ya era alcalde de Rafal desde hacía un año salió ganador con mayoría absoluta. Antonio sería un continuador de las políticas de obras públicas del Partido Socialista, con ejemplos como la construcción de un nuevo cementerio (más bien ampliación del existente), la ampliación y modernización del polideportivo o la puesta en marcha de las obras del Instituto de Rafal. Pero la nefasta gestión del alcalde en la ejecución de las cuanto menos polémicas reparcelaciones del Polígono Industrial y del sector urbanístico llamado Sector Sur desacreditaron su figura, llegando incluso a causar una división en el propio seno de su partido a nivel local.
Los descontentos del pueblo, de tradición socialista, llevaron al PP a la victoria en las elecciones municipales celebradas en 2007, con José Arronis Navarro como nuevo alcalde, siendo esa la primera y única ocasión en la que ha gobernado el PP en Rafal.
Desde el punto de vista urbanístico, la legislatura del PP fue bastante activa, ya que se desarrollaron varios proyectos de importancia para el municipio, si bien es cierto que el alcalde José Arronis contó con las financiaciones de los planes Plan E y Plan Confianza para poder llevar a cabo sus proyectos. Como es sabido, estos planes estaban destinados a combatir el desempleo en la zona, lo que hizo que la legislatura no estuviese exenta de polémicas debido a la adjudicación de las obras y a la poca mano de obra aportada por los residentes en el municipio.
Durante dicha legislatura (2007-2011) se ejecutaron las obras del nuevo cuartel de la policía local, de la nueva biblioteca y se renovaron varias de las redes de agua potable y aceras que no habían sido renovadas en años anteriores.
Se dieron por concluidas las obras del instituto de educación secundaria de Rafal, cuyo proyecto inició el PSOE durante las anteriores legislaturas. También se realizó una total remodelación de la Parrala (plazas que rodean a la iglesia), cuyo estado era lamentable cuando el PP llegó a la alcaldía y que incomprensiblemente había sido un asunto desatendido y olvidado por el PSOE, a pesar de ser un lugar tan céntrico y transitado (paradójicamente, el PSOE llamó ¨La Parrala¨ a su programa televisivo emitido en Tele Rafal durante los cuatro años que ocupó la oposición).
Junto a la remodelación de dicha plaza se ejecutó el pavimentado de las calles Mariano Mirete, San José y Rosario, que las convirtió en calles peatonales. Y se sustituyeron las luminarias (farolas) del casco antiguo, siendo reemplazadas las anteriores lámparas de vapor de sodio por lámparas ¨led¨ de nitruro de galio, cuya ventaja radica en el considerable ahorro de energía sumado a la durabilidad de este tipo de lámparas. Y se iniciaron las obras para la construcción de un nuevo consultorio médico, ubicado en el Sector Sur.
En las últimas elecciones municipales, celebradas el 22 de mayo de 2011, el PSOE obtuvo la victoria con Manuel Pineda Cuenca como nuevo Alcalde de Rafal, siendo el 27.º en ocupar el cargo y el 9.º desde la llegada de la democracia.
Desde entonces, la grave situación económica que atraviesa el país se ha cebado especialmente en localidades como Rafal, lo que ha obligado a gran parte de su población activa a emigrar a países como Alemania o Suiza, especialmente a este último.
Además, el PSOE, al que se considera que al igual que el PP ha incumplido todo su programa electoral, ha tomado medidas tan impopulares como la subida de los impuestos municipales, lo que no han hecho otra cosa que socavar la ya maltrecha situación financiera de muchos rafaleños. Además, ambos partidos están inmersos en una absurda e irresponsable espiral de acusaciones cruzadas sobre quien liquidó en mayor medida los bienes y recursos municipales.

## Geografía humana

### Demografía
Cuenta con una población de 4900 habitantes (INE 2024).
| Gráfica de evolución demográfica de Rafal entre 1842 y 2021                                                           |
| |
| Población de derecho según los censos de población del INE. Población de hecho según los censos de población del INE. |

### Economía
Basada tradicionalmente en la agricultura y en la fabricación de conservas vegetales.

## Alcaldes de Rafal

### Previos a la democracia
Estos alcaldes de Rafal fueron los que cubrieron los periodos históricos de la monarquía de Alfonso XIII, la Segunda República y la dictadura de Franco.
| Periodo   | Alcalde de Rafal                             |
| --------- | -------------------------------------------- |
| 1885-1893 | Martín Salinas Valero                        |
| 1893-1896 | Francisco Gutiérrez Cañizares                |
| 1896-1898 | Manuel Juan Vallejos                         |
| 1898-1901 | Antonio Pérez Díaz                           |
| 1901-1927 | Martín Salinas Valero (segunda vez)          |
| 1927-1935 | Antonio Vázquez Baeza                        |
| 1935-1936 | Martín Salinas Valero (tercera vez)          |
| 1936-1936 | Gaspar Torres Pertusa                        |
| 1936-1938 | José Grau Díaz (durante la guerra)           |
| 1938-1939 | Blas Villaescusa Vicente (durante la guerra) |
| 1939-1939 | Agustín Martínez Hurtado (durante la guerra) |
| 1939-1940 | José María García Rufete                     |
| 1940-1940 | Antonio Rodríguez Bascuñana                  |
| 1940-1941 | Antonio Martínez Morales                     |
| 1941-1949 | Emilio Mirete Morante                        |
| 1949-1951 | Antonio Mazón Seva                           |
| 1951-1959 | José Vázquez García                          |
| 1959-1966 | Antonio Martínez Murcia                      |
| 1966-1972 | Francisco Murcia Gómez                       |
| 1972-1979 | José García Griñán                           |

### Alcaldes en democracia
| Periodo             | Nombre del alcalde                                                                       | Partido político |
| ------------------- | ---------------------------------------------------------------------------------------- | ---------------- |
| 1979-1982 1982-1983 | Gaspar Torres Gilabert (Dimitió en 1982) Joaquín Arques Verdú                            | UCD              |
| 1983-1987           | Agustín García Martínez                                                                  | PSPV-PSOE        |
| 1987-1989 1989-1991 | Joaquín Franco Morante (Moción de censura en 1989) Engracio Ruiz Villaescusa             | CDS PSPV-PSOE    |
| 1991-1995           | Francisco Bernabeu Sarmiento                                                             | PSPV-PSOE        |
| 1995-1999           | Francisco Bernabeu Sarmiento                                                             | PSPV-PSOE        |
| 1999-2002 2002-2003 | Francisco Bernabeu Sarmiento (Cedió el cargo en 2002) Antonio Vicente Ferrández Cascales | PSPV-PSOE        |
| 2003-2007           | Antonio Vicente Ferrández Cascales                                                       | PSPV-PSOE        |
| 2007-2011           | José Arronis Navarro                                                                     | PP               |
| 2011-2015           | Manuel Pineda Cuenca                                                                     | PSPV-PSOE        |

## Monumentos y lugares de interés

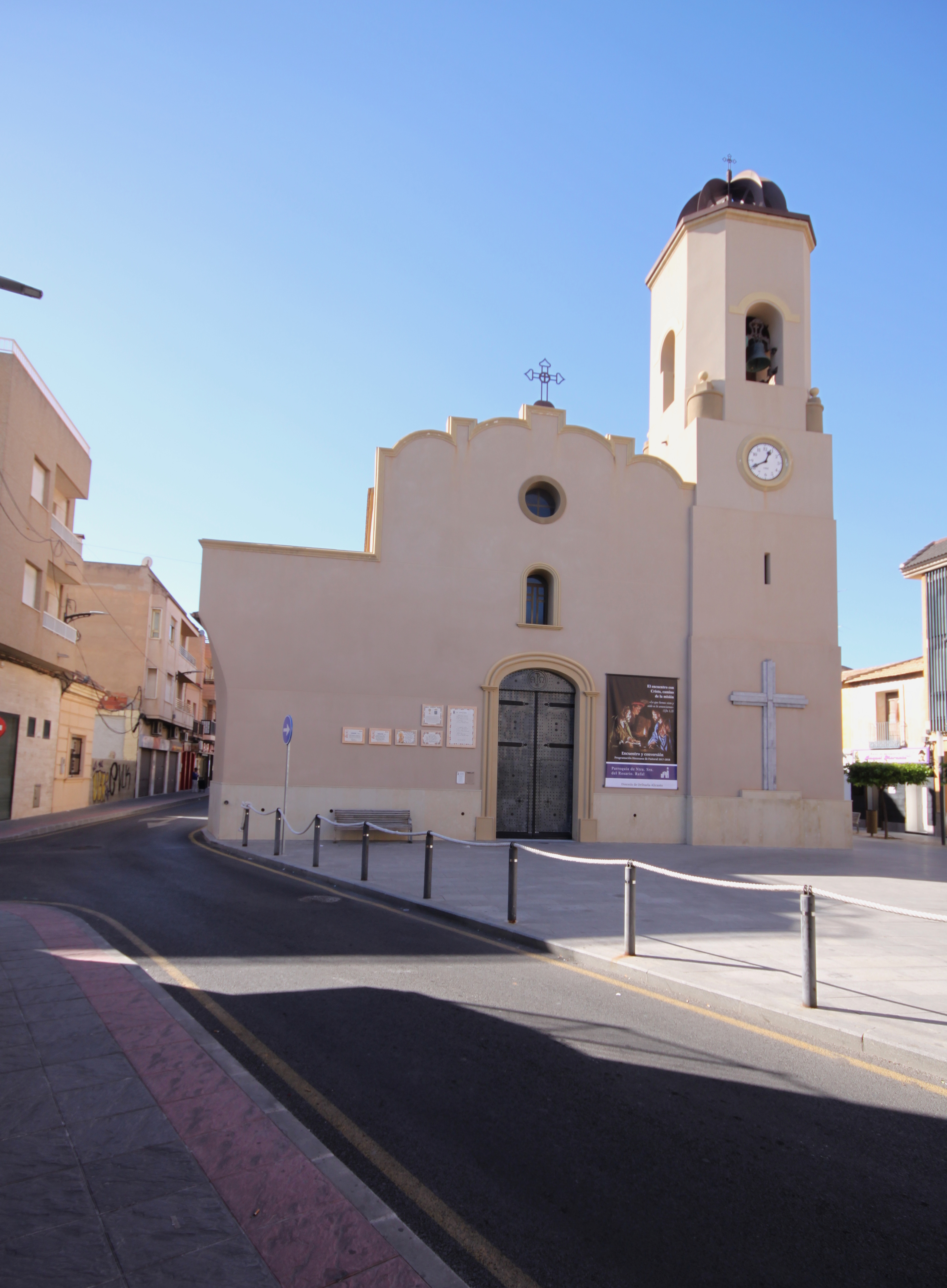
Nª Sra. del Rosario

Iglesia de Nuestra Señora del Rosario
Edificio de interés arquitectónico. Comenzó a construirse por Jerónimo de Rocamora, marqués de Rafal, en 1639. Los gastos de la obra fueron cubiertos por los distintos marqueses de Rafal de la Casa de Rocamora sucesores. El mismo año del comienzo de las obras falleció Jerónimo de Rocamora y la construcción fue continuada por su hijo Gaspar de Rocamora. En 1640 finalizó la primera fase de construcción en la que se construyó el altar mayor y sus laterales, culminado por una pequeña torre en el centro. A pesar de su pequeño tamaño en ese mismo año fue consagrada y nombrada como iglesia de Rafal. La iglesia fue concluida, aunque no con su tamaño actual, alrededor del año 1700.
En 1829 una réplica del terremoto de 1829, destruyó parte del templo, derribando la torre del campanario sobre el tejado que cubre el altar mayor, causando la única muerte registrada en Rafal debido a ese terremoto. Pilar Melo de Portugal, marquesa de Rafal, contribuyó económicamente a la reconstrucción y ampliación de la iglesia. Se ensanchó el templo hasta su ancho actual, se amplió la separación entre el altar y el fondo del templo, se construyó la actual puerta principal, la cúpula y los techos en bóveda actuales, además de la sacristía y un nuevo campanario situado donde está el actual, pero más pequeño y de menor altura.
En el periodo 1925-1927, se realizó la última ampliación que le dio al templo sus dimensiones actuales y su actual aspecto exterior. Se derribó la parte alta del pequeño campanario se construyó el actual con cuatro campanas y el coro, al que se accede a través de la torre del campanario. Posteriormente la iglesia ha tenido otras obras y remodelaciones de menor entidad, que incluye la construcción de una nueva cúpula.
En la iglesia se venera la imagen de Nuestra Señora del Rosario, patrona del pueblo, procedente de Puebla de Rocamora. Existen también dos retablos, uno procedente también de Puebla de Rocamora y otro de los años 1990. En 1775 Antonia Heredia, marquesa de Rafal, encargó tres cuadros, El Purgatorio, La Virgen de la Leche y Martirio de Santa Águeda, pertenecientes a la escuela de Ribera, que permanecen en esta iglesia.
Ayuntamiento
Edificio construido en el año 1993.
Auditorio municipal
Construido en 1999.

## Galería fotográfica

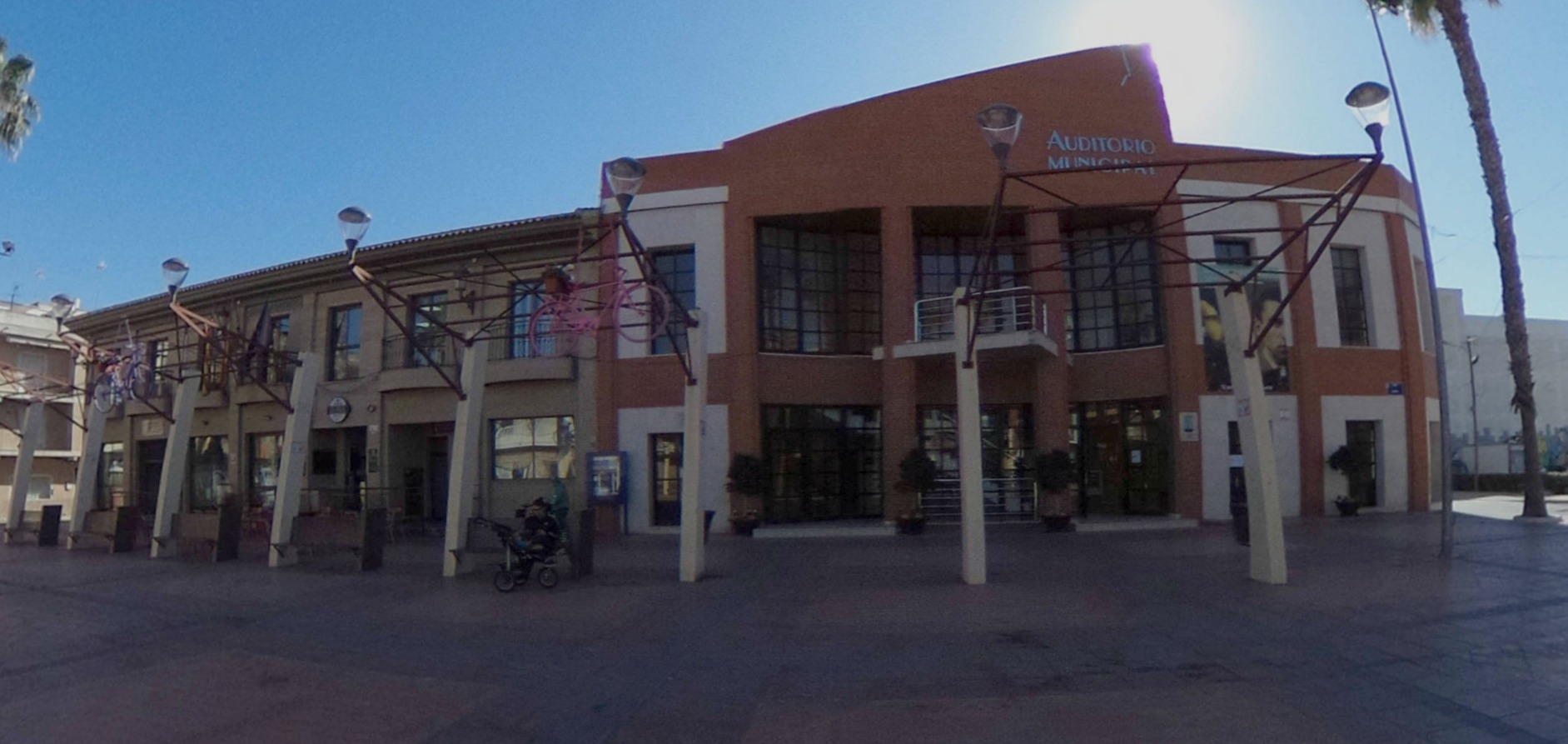
Ayuntamiento y Auditorio

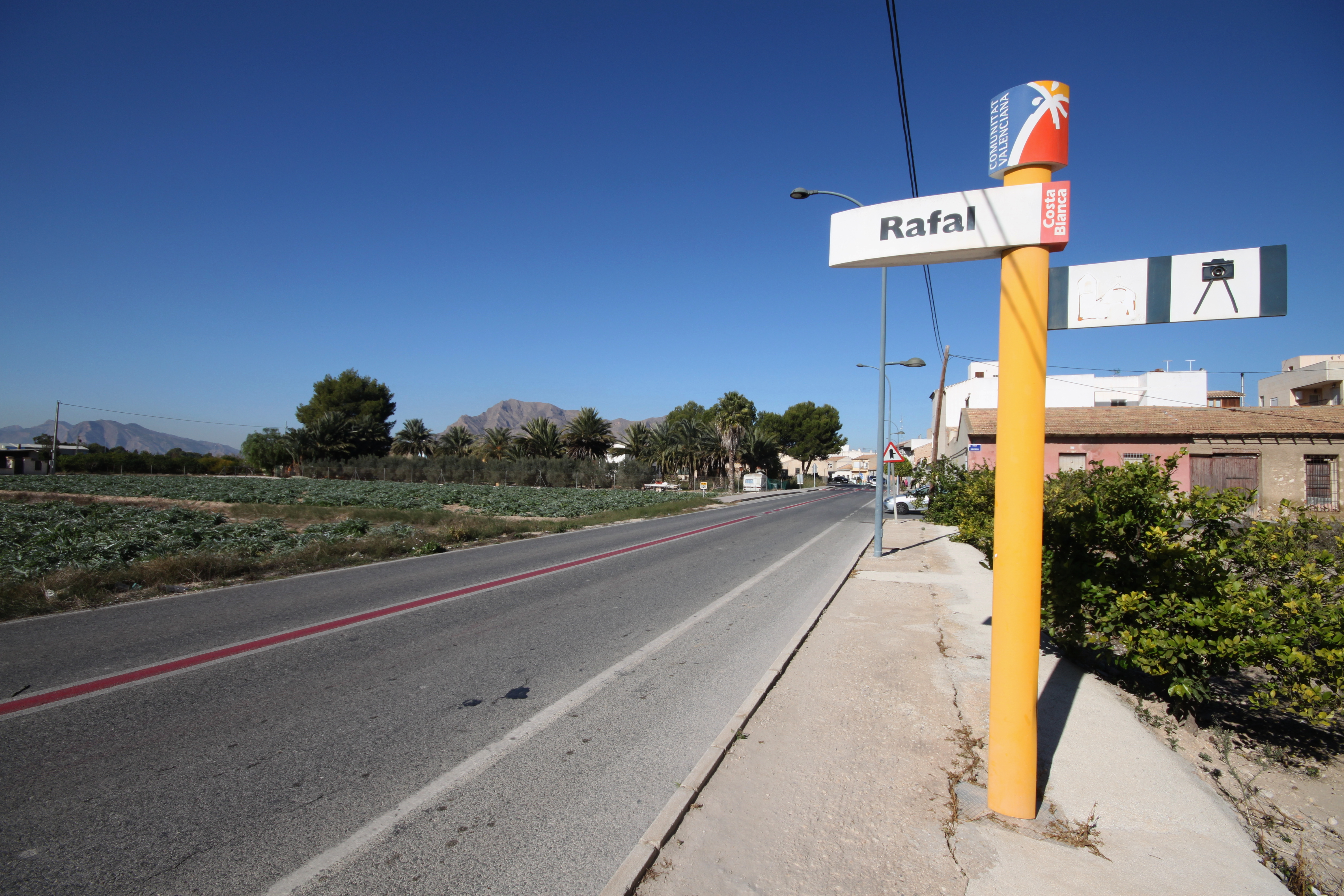
Acceso
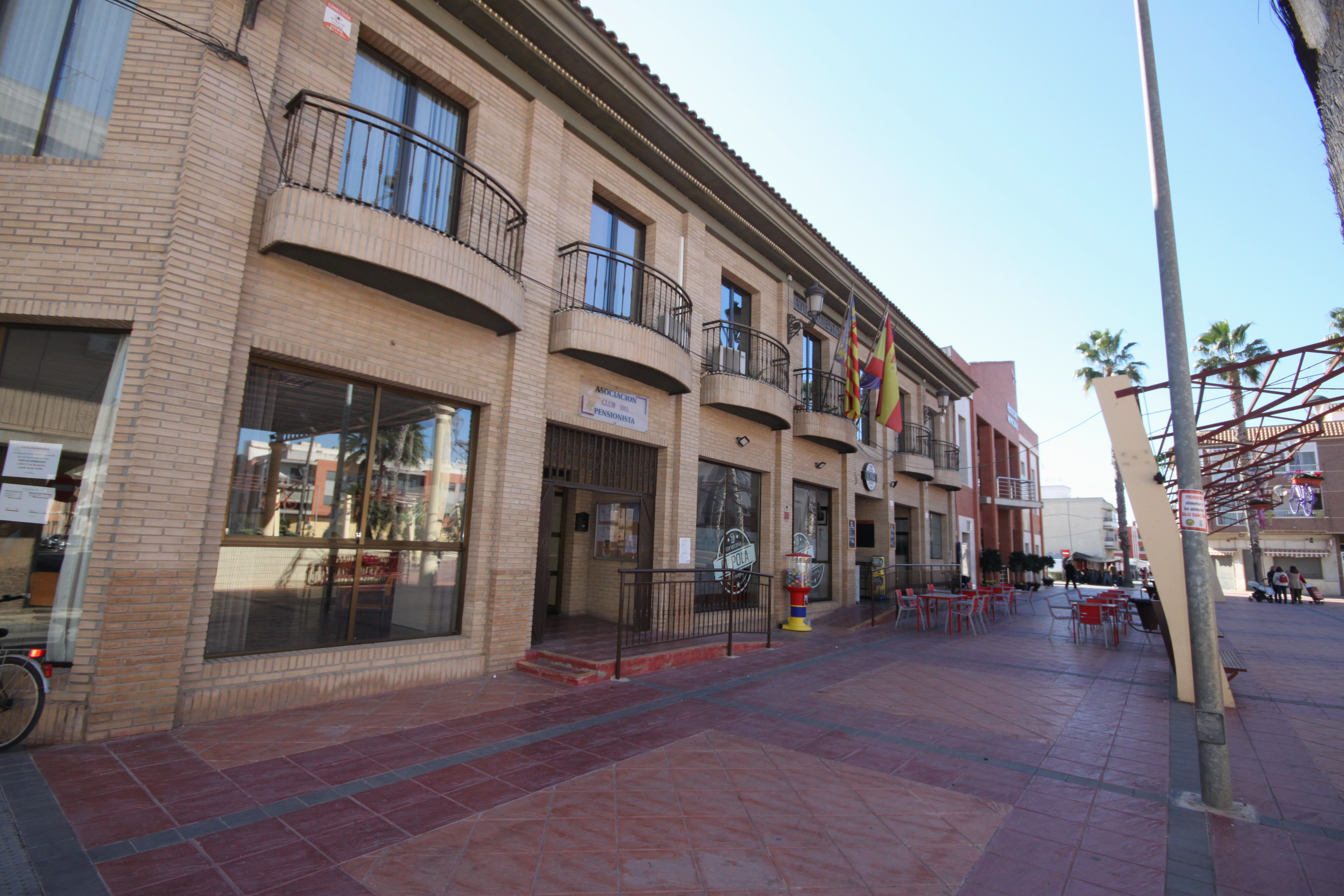
Ayuntamiento
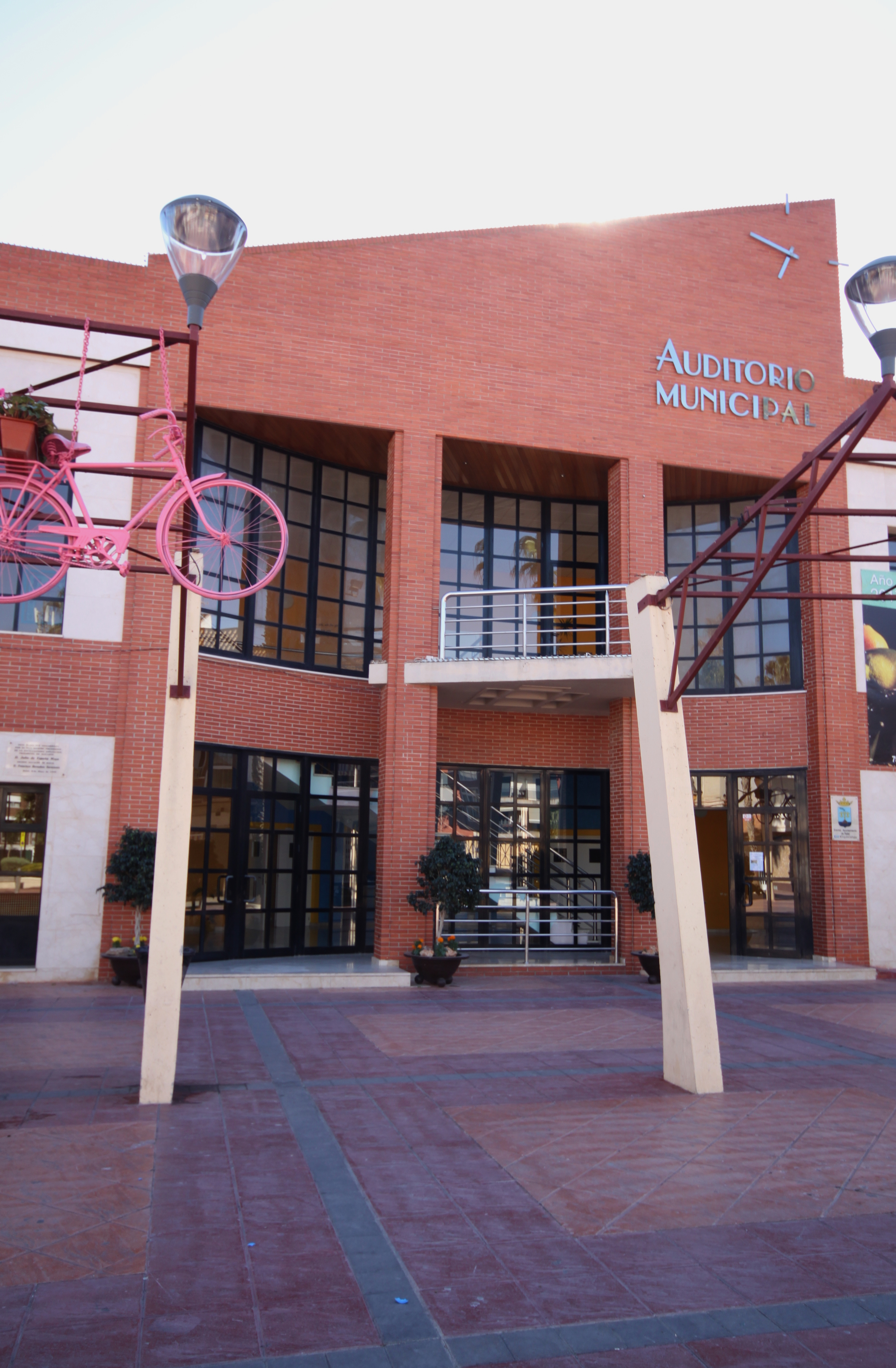
Auditorio
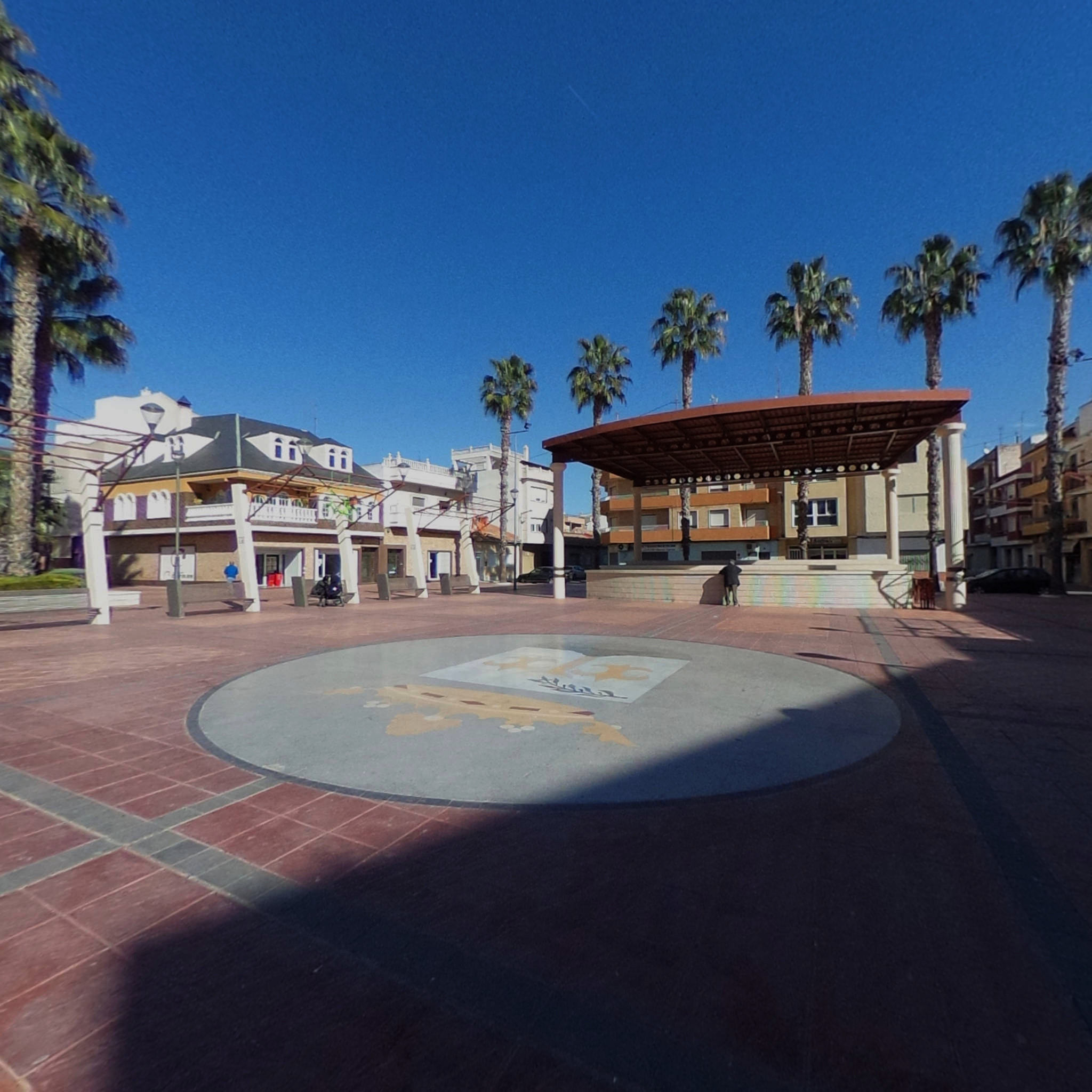
Templete

## Fiestas patronales
Se celebran en honor de la Virgen del Rosario. Desde el mes de junio que se realizan las elecciones a Reinas y Damas juveniles e infantiles; la fiesta comienza a involucrar al pueblo y a sus visitantes. Ya a final del mes de agosto se comienza con actos civiles, y se da salida a las fiestas; durante cinco semanas hasta el día grande por excelencia que es el 7 de octubre, día de la Patrona la Virgen del Rosario; se llevan a cabo diferentes actos y para todos lo públicos. Se realizan conciertos de bandas de música, exhibiciones de culturismo, carreras de bicis, duatlón, motoalmuerzos, concentraciones de vehículos o motos antiguos, carrera de cintas, actividades para los niños, ofrenda de flores, pregón de fiestas, paellas gigantes, verbenas, conciertos de rock, barracas, moros y cristianos, desfiles informales, sardinadas, etc. Históricamente, la comitiva municipal escolta a la Patrona en el día de su Procesión. Por primera vez, en el 2007, la Comisión de Fiestas, organiza una Mascletá en honor a la Virgen del Rosario.